# Тропически циклон
Тропическа буря пренасочва насам.  За филма от 2008 г. вижте Тропическа буря (филм).
Тропическите циклони са метеорологични системи, характеризиращи се с голям център с ниско атмосферно налягане и многобройни гръмотевични бури, предизвикващи силни ветрове и изобилни валежи. Тропическите циклони се усилват, когато вода, изпарена от океана, се издига в атмосферата с наситения с пара въздух и кондензира в по-високите атмосферни слоеве. Те се подхранват от топлинен механизъм, различен от този при други циклонни бури, като европейските бури или полярните депресии. Това, което разграничава тропическите циклони от останалите циклонни системи е, че на всяко ниво в атмосферата центърът на тропическия циклон е по-топъл от окръжаващите го области, поради което те понякога са наричани системи с топло ядро.
Определението „тропически“ се отнася както за географския произход на тези системи, които обикновено възникват в тропическите области на Земята, така и за тяхното образуване в океанските тропични въздушни маси. Определението „циклон“ обозначава циклонния характер на тези бури – с ветрови поток, въртящ се срещу посоката на часовниковата стрелка в Северното полукълбо и по посока на часовниковата стрелка в Южното полукълбо. Противоположната посока на ветровите потоци се дължи на кориолисовата сила от въртенето на Земята около нейната ос. В зависимост от тяхното местоположение и сила тропическите циклони се наричат с различни имена, като „ураган“, „тайфун“, „тропическа буря“, „циклонна буря“, „тропическа депресия“, „тропическо смущение“ или просто „циклон“.
Тропическите циклони могат да предизвикат изключително силни ветрове и поройни дъждове, но също и високи вълни и щормови приливи, както и да доведат до образуването на торнадо. Формират се над големи топли водни басейни и губят силата си при навлизане в сушата, поради по-голямото повърхностно триене и загубата на топлия океан, който им служи като източник на енергия. По тази причина най-тежките разрушения от тропическите циклони са в крайбрежните райони, докато вътрешността на сушата е относително защитена от предизвиканите от тях силни ветрове. В същото време силните валежи могат да предизвикат наводнения и далеч навътре в сушата, а при силни бури крайбрежните наводнения могат да достигнат до 40 km от бреговата линия. Макар че въздействието им върху хората може да бъде опустошително, тропическите циклони могат да намалят ефектите на засушаванията. Също така те пренасят топлинна енергия от тропиците към умерените ширини, превръщайки ги във важен елемент на механизма на глобалната атмосферна циркулация. По този начин тропическите циклони помагат за поддържането на равновесието на земната тропосфера и на относително устойчива, висока температура в целия свят.
Много тропически циклони се образуват при благоприятни условия около слабо смущение в атмосферата. Общата среда се определя от климатологични цикли и структури, като Колебанието на Мадън-Джулиан, Южното колебание и Многодесетилетното атлантическо колебание. Друг механизъм на образуване на тропическите циклони е придобиването на тропически характеристики на други видове циклони, които при благоприятни условия могат да се усилят и дори да формират око. От друга страна, при достигане на тропическия циклон до сушата или друга неблагоприятна за него промяна в условията, той отслабва и в крайна сметка изчезва. Съвременните технологии не позволяват изкуствено предизвикване на този процес.

## Терминология

### Класификация по интензивност
Според своята интензивност, тропическите циклони се класифицират в три основни групи: тропически депресии, тропически бури и трета група, включваща най-интензивните циклони, чиито имена зависят от географския регион. Така в северозападната част на Тихия океан те се наричат тайфуни, а в североизточната му част и в Атлантическия океан – урагани. В Южното полукълбо и в Индийския океан те нямат специално наименование и се наричат просто циклони. Както се вижда в таблицата по-долу, във всеки регион се използва различна система от наименования, което прави трудни сравненията между отделните региони.
В Тихия океан ураганите от неговата централна северна част понякога пресичат линията на смяна на датата и се превръщат в тайфуни, а в редки случаи се наблюдава и обратното – тайфуни, превръщащи се в урагани.

## Тропическа депресия
Тропическите депресии са организирани системи от облаци и гръмотевични бури с дефинирана затворена повърхностна циркулация и максимална устойчива скорост (усреднена скорост за интервал от 1 минута на височина 10 метра над терена) на вятъра до 17 m/s. Те нямат око и обикновено не развиват характерната спирална форма на по-силните бури. В същото време при тях вече се проявява зоната на ниско атмосферно налягане, откъдето идва и наименованието им.

## Тропическа буря
Тропическата буря е организирана система с дефинирана повърхностна циркулация и максимална устойчива скорост на вятър от 17 до 39 m/s. При тях започва да се оформя характерната циклонна форма, макар че окото още не е образувано. Тропическа буря е понятие в метеорологията, с което се описват системи на ниско атмосферно налягане, които се образуват предимно в тропическите области. Въпреки че някои от тях са изключително разрушителни, тропическите бури са важна част от системата на обмен на въздушните маси. Те пренасят горещи въздушни фронтове от екваториалните райони към районите с по-голяма географска ширина. В резултат на рязката промяна на атмосферното налягане се образуват завихряния, които се движат обратно на часовниковата стрелка в Северното полукълбо и по часовниковата стрелка в Южното полукълбо.
В международната практика е възприето общото понятие тропическа буря да се използва за ветрове със скорост между 34 възела (39 мили/час 63 km/h) и 63 възела (73 мили/час или 118 km/h). Когато скоростта на вятъра премине 64 възела (74 мили/час или 119 km/h), вятърът получава статут на тайфун/ураган и собствено малко име. Използването на малки имена е въведено при обозначаване на силните ветрове главно за удобство. Съществуват готови списъци с малки имена, които се дават на новосъздаващите се тайфуни/урагани. Списъците са различни за различните географски райони, в които се формират бурите. Възможно е, ако една буря премине границите на повече от един от наблюдаваните географски региони, тя да получи повече от едно име. Имената се повтарят периодично. Само имената на някои от най-опустошителните бури спират да се използват и остават уникални за дадената буря.
Според това в коя част на земното кълбо се зараждат, тропическите бури получават различни имена:
- силна тропическа буря – в Северния Индийски океан и Бенгалския залив
- силен тропически циклон или тропически циклон – в Южния Индийски океан и Южния Пасифик
- урагани – в западната част на Атлантическия океан
- тайфуни – в областта на западния Тихи океан и източния Индийски океан
- Уили-Уили – в Австралия

Ураганите/тайфуните са системи с устойчива скорост на вятъра над 32 m/s. При тях обикновено има оформено око – област в центъра на циркулацията с най-ниско атмосферно налягане и сравнително тихо време. Окото често може да се види на спътниковите снимки като малко кръгло свободно от облаци петно. Около окото е разположена стената на циклона, област с ширина 16 – 80 km, в която се наблюдават най-силните бури и ветрове. Устойчивите скорости на вятъра при най-силните циклони могат да достигнат до 85 m/s.
| Класификации на тропическите циклони (всички скорости са 10-минутни средни стойности) | Класификации на тропическите циклони (всички скорости са 10-минутни средни стойности) | Класификации на тропическите циклони (всички скорости са 10-минутни средни стойности) | Класификации на тропическите циклони (всички скорости са 10-минутни средни стойности) | Класификации на тропическите циклони (всички скорости са 10-минутни средни стойности) | Класификации на тропическите циклони (всички скорости са 10-минутни средни стойности) | Класификации на тропическите циклони (всички скорости са 10-минутни средни стойности) | Класификации на тропическите циклони (всички скорости са 10-минутни средни стойности) | Класификации на тропическите циклони (всички скорости са 10-минутни средни стойности) |
| Скала на Бофор                                                                        | Скорост на вятъра, m/s                                                                | Северен Индийски океан IMD                                                            | Югозападен Индийски океан MF                                                          | Австралия BOM                                                                         | Югозападен Тихи океан FMS                                                             | Северозападен Тихи океан JMA                                                          | Северозападен Тихи океан JTWC                                                         | Североизточен Тихи океан & Северен Атлантически океан NHC, CHC & CPHC                 |
| ------------------------------------------------------------------------------------- | ------------------------------------------------------------------------------------- | ------------------------------------------------------------------------------------- | ------------------------------------------------------------------------------------- | ------------------------------------------------------------------------------------- | ------------------------------------------------------------------------------------- | ------------------------------------------------------------------------------------- | ------------------------------------------------------------------------------------- | ------------------------------------------------------------------------------------- |
| 0 – 6                                                                                 | < 14,4                                                                                | Депресия                                                                              | Тропическо смущение                                                                   | Тропическо понижение                                                                  | Тропическа депресия                                                                   | Тропическа депресия                                                                   | Тропическа депресия                                                                   | Тропическа депресия                                                                   |
| 7                                                                                     | 14,4-15,0                                                                             | Дълбока депресия                                                                      | Депресия                                                                              | Тропическо понижение                                                                  | Тропическа депресия                                                                   | Тропическа депресия                                                                   | Тропическа депресия                                                                   | Тропическа депресия                                                                   |
| 7                                                                                     | 15,0 – 16,9                                                                           | Дълбока депресия                                                                      | Депресия                                                                              | Тропическо понижение                                                                  | Тропическа депресия                                                                   | Тропическа депресия                                                                   | Тропическа буря                                                                       | Тропическа депресия                                                                   |
| 8 – 9                                                                                 | 17,5 – 24,2                                                                           | Циклонна буря                                                                         | Умерена тропическа буря                                                               | Тропически циклон (1)                                                                 | Тропически циклон (1)                                                                 | Тропическа буря                                                                       | Тропическа буря                                                                       | Тропическа буря                                                                       |
| 10                                                                                    | 24,7 – 28,3                                                                           | Силна циклонна буря                                                                   | Силна тропическа буря                                                                 | Тропически циклон (2)                                                                 | Тропически циклон (2)                                                                 | Силна тропическа буря                                                                 | Тропическа буря                                                                       | Тропическа буря                                                                       |
| 11                                                                                    | 28,9 – 32,5                                                                           | Силна циклонна буря                                                                   | Силна тропическа буря                                                                 | Тропически циклон (2)                                                                 | Тропически циклон (2)                                                                 | Силна тропическа буря                                                                 | Тайфун                                                                                | Тропическа буря                                                                       |
| 12                                                                                    | 33,1 – 36,9                                                                           | Много силна циклонна буря                                                             | Тропически циклон                                                                     | Силен тропически циклон (3)                                                           | Силен тропически циклон (3)                                                           | Тайфун                                                                                | Тайфун                                                                                | Ураган (1)                                                                            |
| 12                                                                                    | 37,5 – 43,6                                                                           | Много силна циклонна буря                                                             | Тропически циклон                                                                     | Силен тропически циклон (3)                                                           | Силен тропически циклон (3)                                                           | Тайфун                                                                                | Тайфун                                                                                | Ураган (2)                                                                            |
| 12                                                                                    | 44,2 – 45,8                                                                           | Много силна циклонна буря                                                             | Тропически циклон                                                                     | Силен тропически циклон (4)                                                           | Силен тропически циклон (4)                                                           | Тайфун                                                                                | Тайфун                                                                                | Ураган (2)                                                                            |
| 12                                                                                    | 47,2 – 54,4                                                                           | Много силна циклонна буря                                                             | Интензивен тропически циклон                                                          | Силен тропически циклон (4)                                                           | Силен тропически циклон (4)                                                           | Тайфун                                                                                | Тайфун                                                                                | Голям ураган (3)                                                                      |
| 12                                                                                    | 55,0 – 58,6                                                                           | Много силна циклонна буря                                                             | Интензивен тропически циклон                                                          | Силен тропически циклон (5)                                                           | Силен тропически циклон (5)                                                           | Тайфун                                                                                | Тайфун                                                                                | Голям ураган (3)                                                                      |
| 12                                                                                    | 59,2 – 61,1                                                                           | Много силна циклонна буря                                                             | Много интензивен тропически циклон                                                    | Силен тропически циклон (5)                                                           | Силен тропически циклон (5)                                                           | Тайфун                                                                                | Свръхтайфун                                                                           | Голям ураган (4)                                                                      |
| 12                                                                                    | 61,1 – 69,4                                                                           | Циклонна свръхбуря                                                                    | Много интензивен тропически циклон                                                    | Силен тропически циклон (5)                                                           | Силен тропически циклон (5)                                                           | Тайфун                                                                                | Свръхтайфун                                                                           | Голям ураган (4)                                                                      |
| 12                                                                                    | > 70                                                                                  | Циклонна свръхбуря                                                                    | Много интензивен тропически циклон                                                    | Силен тропически циклон (5)                                                           | Силен тропически циклон (5)                                                           | Тайфун                                                                                | Свръхтайфун                                                                           | Голям ураган (5)                                                                      |